# Reichsgründung

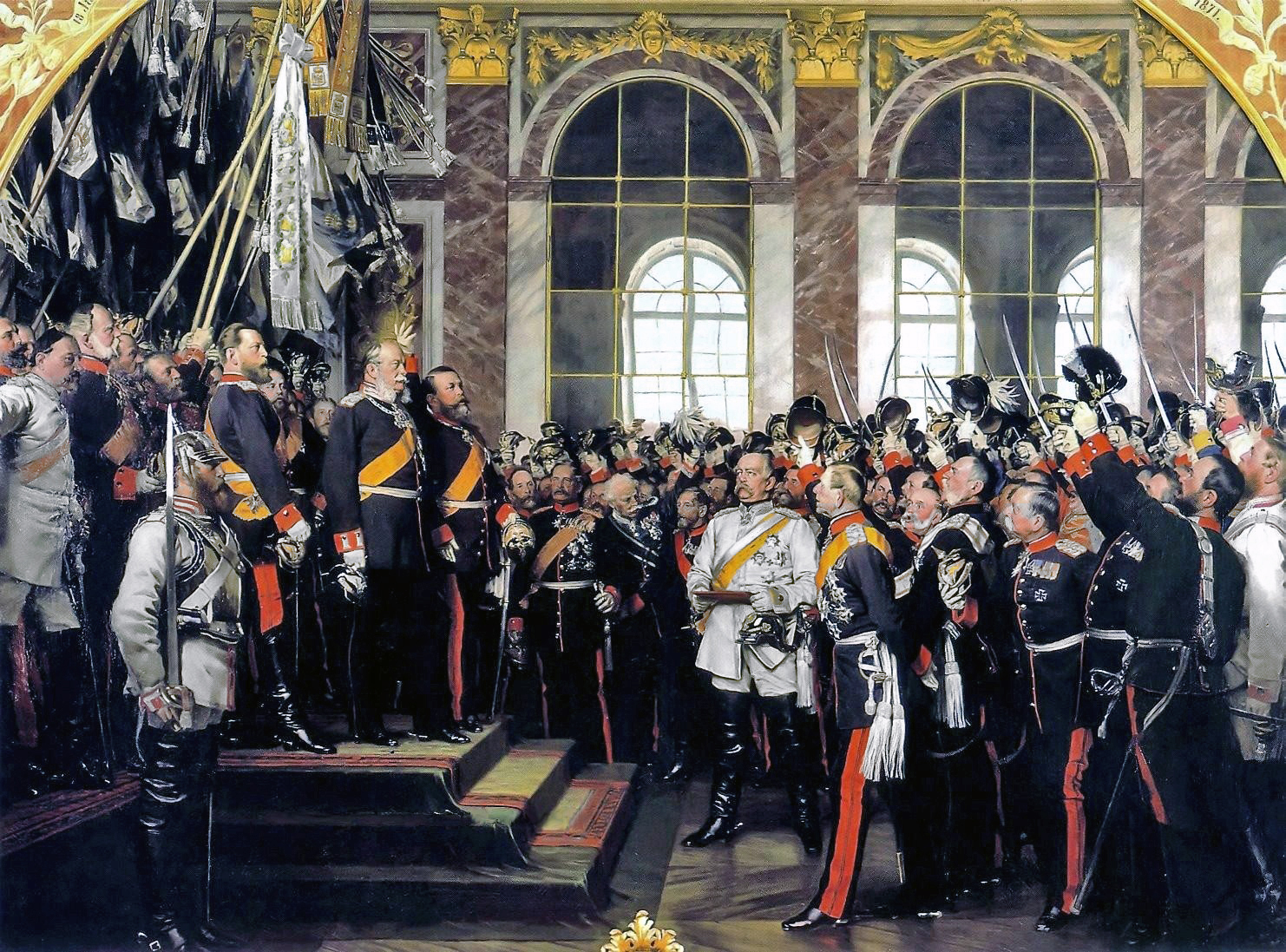
De proclamatie van Wilhelm I tot Duits keizer te Versailles op 18 januari 1871 door Anton von Werner
Uiterst links op de verhoging (in het zwart) kroonprins Frederik Willem (de latere Frederik III), daarnaast zijn vader Wilhelm I en groothertog Frederik I van Baden, die als eerste een toost op keizer Wilhelm uitbracht. In het midden (met het witte uniform) Otto von Bismarck, direct rechts van hem Helmuth von Moltke.

De Reichsgründung (grondlegging van het Rijk) vond plaats op 18 januari 1871. Bij de Reichsgründung werd besloten dat vele kleine staatjes samen het Duitse Keizerrijk zouden gaan vormen. Ook werd er besloten dat Pruisen de leider zou worden van dit rijk.
Het Duitse Rijk werd onder andere gevormd uit de volgende staten:
- De koninkrijken Beieren, Pruisen, Saksen en Württemberg
- De groothertogdommen Baden, Hessen, Mecklenburg-Schwerin, Mecklenburg-Strelitz, Oldenburg en Saksen-Weimar-Eisenach
- De hertogdommen Anhalt, Brunswijk, Saksen-Altenburg, Saksen-Coburg en Gotha en Saksen-Meiningen
- De vorstendommen Lippe, Reuss oudere linie, Reuss jongere linie, Schaumburg-Lippe, Schwarzburg-Rudolstadt, Schwarzburg-Sondershausen en Waldeck
- De vrije steden Bremen, Hamburg en Lübeck

Na de Frans-Duitse Oorlog, die door Duitsland gewonnen werd, kwam hier Elzas-Lotharingen bij.